# Bruno Simão
Bruno Martins Simão (Lisbona, 5 maggio 1985) è un ex calciatore portoghese, di ruolo difensore.
È il fratello maggiore di David Simão, a sua volta calciatore.

## Palmarès

### Club

#### Competizioni nazionali
- Coppa d'Azerbaigian: 1

Xəzər-Lənkəran: 2010-2011
- Coppa di Moldavia: 1

Milsami Orhei: 2011-2012
- Supercoppa di Moldavia: 1

Milsami Orhei: 2012